# Pontevedra (comarca)
Pontevedra ou Ponte Vedra é uma comarca na província galega de Pontevedra, Espanha, cuja capital é a cidade de Pontevedra. Está situada na costa sul da comunidade autónoma da Galiza e cobre uma área de 634,43 km2, e a população total desta região era de 125.625 no Censo de 2011;  a estimativa oficial mais recente (no início de 2018) era 124.351. 
Limita a norte com as comarcas de Caldas e Tabeirós-Terra de Montes a norte, O Carballiño e O Ribeiro na província de Ourense a leste , Vigo e o mar a sul, e o Morrazo, o océano Atlántico, e O Salnés a oeste.

## Descrição
A comarca ocupa o centro da região das Rias Baixas, e as suas saídas para o mar são as costas dos municípios de Poio e Vilaboa, assim como a fronteira costeira de Pontevedra (freguesias de Lourizán (praia de Placeres) e, em menor medida, Ponte Sampaio).
Com centro na cidade de Pontevedra, a comarca ocupa todo o anfiteatro do vale baixo do rio Lérez e as abruptas cadeias montanhosas circundantes (que se juntam à província de Ourense no município de A Lama), bem como as margens marítimas.

## Municípios
A comarca compreende os municípios seguintes: 
- Pontevedra
- Poio
- Barro
- Campo Lameiro
- Cerdedo-Cotobade
- A Lama
- Ponte Caldelas
- Vilaboa

## População
| Nome do município  | População (2001) | População (2011) | População (2018) |
| ------------------ | ---------------- | ---------------- | ---------------- |
| Pontevedra         | 74.942           | 82.346           | 82.802           |
| Poio               | 14.271           | 16.642           | 17.018           |
| Barro              | 3.468            | 3.713            | 3.716            |
| Campo lameiro      | 2.235            | 2.017            | 1.806            |
| Cerdedo - Cotobade | 6.987            | 6.245            | 5.815            |
| A Lama             | 2.947            | 2.891            | 2.430            |
| Ponte Caldelas     | 5.921            | 5.738            | 5.491            |
| Vilaboa            | 5.735            | 6.033            | 5.273            |
| Totais             | 116.506          | 125.625          | 124.351          |